# Serenata a la claror de la lluna
Serenata a la claror de la lluna és una pel·lícula espanyola de comèdia del 1978 escrita i dirigida per Carles Jover i Josep Antoni Salgot. Ha estat rodada en català.

## Sinopsi
Els Martí, una família de classe alta barcelonina celebra a la seva "torreW el compromís matrimonial de la seva filla amb un jove empresari que aparenta ser del seu mateix estatus social. Durant la celebració el promès tindrà relacions sexuals amb la professora de piano de la germana de la seva promesa, de la que descobreix que se n'ha enamorat i això desencadenarà un curiós escàndol.

## Repartiment
- Isabel Mestres
- Héctor Alterio
- Rosa Morata
- Félix Rotaeta
- Josep Maria Forn
- Loles León

## Producció
Es tracta d'una pel·lícula de baix pressupost que suggereix una reflexió crítica de la societat burgesa catalana, tot que amb un to superficial.

## Reconeixements
Va ser guardonada amb el primer premi la IV Setmana de Cinema Iberoamericà de Huelva i el premi especial qualitat de la Direcció General de Cinematografia. Fou exhibida a la secció "Nous realitzadors" al Festival Internacional de Cinema de Sant Sebastià 1978.